# Тарьинская культура
Тарьинская культура — археологическая культура неолитического типа, распространенная на Камчатке с 2 тыс. до н. э. по XVII век. Находки поселений найдены на берегах реки Авачи. Жилища были деревянными и строились с использованием бересты. Каменные орудия изготавливались из обсидиана и кремня. Они были представлены шлифованными каменными топорами, наконечниками стрел и скребками.
Основным занятием населения остается охота, рыболовство и собирательство.
Тарьинской культуре предшествуют древности ушковского типа. Общепринято мнение, что современные ительмены являются потомками тарьинской культуры.